# 魔法先生ネギま!
『魔法先生ネギま!』（まほうせんせいネギま!）は、赤松健による日本の漫画。略称は「ネギま!｣。『週刊少年マガジン』（講談社）にて2003年13号から2012年15号まで連載された。連載話数の単位は「○○時間目」。

## 概要
物語は魔法使いの少年、ネギが30人（実際は31人）の女子中学生のクラスの担任となる所から始まる。序盤は「子供先生」のネギが個性的な女子生徒達に振り回される「ドタバタラブコメ」風の展開を見せていたが、話が進むにつれて本来のテーマである「父親越え」が表面化し、それに関わる者達との「バトル」路線と、従来の「ラブコメ」路線とが交互に描かれるようになる。生徒たちの中にも魔法の存在を知ることになる者や、実は前から知っていたという者が現われ、ネギは彼女たちに支えられながら、魔法使いの世界で英雄だった父の足跡を追って成長していく。
平成16年度には、第50回「小学館漫画賞」少年向け部門最終候補となったほか、第8回「文化庁メディア芸術祭」マンガ部門でノミネートされた。メディアミックス展開も行われ、アニメ化、実写ドラマ化などされた。2004年に12ヶ月連続発表された『声のクラスメイトシリーズ』はオリコンチャートトップ10入りを果たした。
第38巻を以って完結したが、2013年39号より本作品の続編にあたる『UQ HOLDER!』を連載開始。UQ HOLDERにて本作で省略された｢ハッピーエンドの世界｣の詳細が描かれている。
2021年7月時点で続編『UQ HOLDER!』を含めた「ネギま!」シリーズの累計発行部数は2600万部を突破している。

## 解説

### 作風
連載当初は赤松健の前作『ラブひな』と同様の萌え路線、または恋愛物のようであったが、ストーリーが進みバトルなどの燃え展開や本格的なファンタジー世界が顔を見せるようになった。作者は燃えと萌えの融合を目指している。
舞台となる麻帆良学園は、『ラブひな』の舞台となったひなた荘と同様に「みんな仲がよくて嫌なことがあまり起きない」場所として描かれている。『ラブひな』で癒しのある独特の作風は完成したと良く言われたことから、従来の作風からの脱却を狙って、本作品では従来の要素を残しつつも、少年漫画的な成長物語の要素が加えられている。

### 31人の女生徒
本作品では、中学校の一クラス全員に設定を与えており、後から見返して、1巻目の最初の登場コマから、各キャラの行動に矛盾がないように描かれている。しかしながら、生徒31人全員が一時間目（第一話）から登場しているにも関わらず、ほとんどが読者に対して紹介されぬままに物語が進められており、読者は生徒の見分けがつかないが大勢でなにか楽しそうにやっているという雰囲気を感じ取ることになる。物語中では時折クラスメート編と呼ばれる個々の生徒に焦点を当てた回があり、読者は順番に生徒を覚えていくことになる。これはモーニング娘。のファンがメンバーを識別していく過程を参考にしている。
前述の触れ込みの通りヒロインが31人という大所帯のため、当然各キャラクターの登場回数には大きな差が出てくる。そこで重要になってくるのが通称「ネギ・プリ」というマガジン本誌で行われる人気投票であり、2008年3月までに7回開催されている。この人気に応じてキャラクターの登場頻度が決まっていくというものであり、例えば第1回の人気投票で1位となった佐々木まき絵の登場頻度は当初の予定から大幅に変更された。ただ、現在では各キャラの立ち位置や登場予定はほぼ決まっており、人気投票結果による大幅なストーリー変更は考えていないという作者コメントもある。

### メディアミックス展開
1990年代中頃からの声優ブームの仕掛け人であるスターチャイルドの大月俊倫がプロデューサーとなり、アニメ化以前からCDをはじめとしたメディアミックス展開が行われた。人気の主体となったのは、主人公と女子中学生に配された総勢32人の声優陣であった。2004年に12か月連続で発表された『声のクラスメイトシリーズ』は、オリコンチャートトップ10入りを果たした。声優陣は完結までに3人の交代があったことと、テレビドラマ関連展開での1人の交代を除き、2017年現在に至るまで変更されていない。そのほか、イベントやラジオ番組なども盛況を博した。ただ、テレビアニメだけは一概に成功とは言い切れない事柄が多く、大月俊倫は一時、企画から降りるという形を取っていた。

### 日本国外での展開
アメリカでは、「NEGIMA!」というタイトルでDel Ray社から英語版の単行本が6巻まで刊行されている（2005年6月現在）。なお、アメリカ版は第1巻のみ16歳以上指定（For mature audiences ages 16+）とされたが、これは該当の巻の一部表現が『ラブひな』と同じく、アメリカの出版規制に抵触したためである。
この他、韓国（発売：鶴山文化社、タイトル「마법선생 네기마!」）・台湾（発売 - 東立出版社、タイトル「魔法老師」）・クロアチア（発売 - Algoritam社、タイトル「Negima! Čarobnjak učitelj」）でも現地語訳による単行本が刊行されている。また台湾では、漫画週刊誌「新少年快報」において日本より2 - 3か月遅れで連載されている。シンガポールでも、「MAGISTER NEGI MAGI」というタイトルで創芸出版社（Chuang Yi Publishing Pte Ltd.）より英語版の単行本が刊行されている。日本の漫画ファンが多いタイでも人気であり、連載中に海外から届く見本の3割はタイ語版だったという。

## あらすじ
イギリスのウェールズにある、魔法使い達の村。その村のメルディアナ魔法学校を首席で卒業した、10歳の天才少年 ネギ・スプリングフィールド（通称「ネギ」）の目標は「立派な魔法使い（マギステル・マギ）」になって、行方不明になっている父親のナギ・スプリングフィールドを探す事だった。マギステル・マギになる為の修行として、「日本の学校で教師をする」という課題を与えられる。
2003年2月、1人日本に向かったネギが辿り着いた先は巨大な学園都市「麻帆良学園」。その女子中等学校でネギは「魔法使い」であるという正体を隠したまま、教育実習生として2年A組の代理教師を務める事となる。2年A組で31人の女子中学生を相手にするネギだが、ほとんどの生徒には可愛がられ、時に振り回されたりするし、教師としても魔法使いとしてもまだ未熟なネギも学校で騒動を起こしてしまったりで、修行は思う様に上手く進まない。そんな中、着任初日に2年A組の生徒である神楽坂明日菜に自分の正体がバレたのをきっかけに、ネギの正体を知る生徒が増えてきてしまう。そして、修行に進めていく中で次々とネギの前に敵や困難が立ち塞がっていく。

### 第一部（一学期編）
正規の教員として認められるまで（1巻 - 2巻）
着任初日の内に生徒の一人、明日菜に正体がばれてしまう。当初、ネギを嫌っていた明日菜であったが、父の行方を探すというネギの目標を知り、深い関係を築いていくことになる。
吸血鬼エヴァンジェリンとの戦い（3巻）
吸血鬼エヴァンジェリンにネギは命を狙われた。ネギは一度追い詰められるが、明日菜に助けられた。明日菜は戦う力を得てネギを守るために、ネギの「パートナー」となる。しかし、明日菜に迷惑をかけたくないネギは、一人でエヴァンジェリンに戦いを挑むが敵わず、また明日菜に助けられた。
修学旅行（4巻 - 6巻）
麻帆良学園女子中等部は修学旅行の時期となり、3-Aは京都へ出発した。魔法使いの対立に巻き込まれる中、ネギは新たなパートナーを得て窮地を切り抜ける。強敵フェイトに出会うも、エヴァンジェリンに助けられる。戦いの後、父の別荘を訪問する。そこで、明日菜は会ったことの無いはずのサウザンド・マスターとその仲間の写真に既視感を覚える。
ネギの修行（7巻）
ネギは、中国拳法を習う。また、エヴァンジェリンにも弟子入りし、魔法使いの戦い方を習う。
ネギは目標のために無謀な行為を続け、さらに、迷惑をかけたくないからと一人で危険な場所に向かうに至って、ネギと明日菜は絶交状態となる。しかし、目的に向かって進み続けるというネギの気質を理解しつつあり、そして、ネギの死を予感してしまった明日菜は、守らせてほしいという思いを伝える。
ネギの過去（8巻）
ある夜、ネギは明日菜に自分の過去を語る。父は危機が起きたときに助けてくれる英雄だといい聞かされて育ったこと、父に会いたいがためにいたずらを繰り返したこと、そして、悪魔に襲われ村人が石に変えられたこと、死んだはずの父が助けにきてくれたことを。危機が起きれば父が助けてくれる、そう思ったから村が襲われたと自分を責めるネギに、明日菜と仲間はネギに父と再会させることを約束するのであった。直後、村を襲ったデーモンが現れ戦うことになる。
学園祭（9巻 - 17巻）
麻帆良学園都市全体で学園祭の時期となった。三日の間、3-Aの生徒もクラスや部活動などで様々な活動を行うため、担任のネギはスケジュールがたいへんな状態となったが、生徒の一人で、自らを火星人と名乗る超鈴音からもらったタイムマシン「カシオペア」により、順にこなしていくことができた。
学園祭二日目にネギは父、ナギの幻影と出会う。父を目標とするネギに対してナギはそれを否定するような言葉を投げかける。落ち込んだネギは、全てを吹っ切って前に進もうとするが、長谷川千雨から吹っ切れたと思うのは勘違いだ、大きな悩みは抱えたまま前に進めと助言される。
超鈴音は実は未来から来たネギの子孫であり、魔法の秘密を全世界に公知することで歴史を変えるためにこの時代に来たのであった。ネギと仲間は罠にかかり未来に飛ばされるが帰還する。超鈴音の野望を止めるべく行動に移った。しかし、ネギは本当に自分が正しいのか迷い、ある結論を出し超鈴音との決戦に挑む。
その後（18巻）
ネギは魔法世界に父の手がかりがあることを聞かされ、旅立ちの決意をする。だが、父しか見えていないその姿を明日菜に危惧され思い悩むことになる。結局は、父は自分の全てだ、止まることはできないと再確認したネギは明日菜に同行を求める。仲間とともにネギを守ることを決めていた明日菜は、もう止めることをしなかった。そして、旅立ちの前にネギに一緒に遊ぶことを約束させるのであった。ここで第一部完となる。

### 第二部（夏休み編）
ネギま部（仮）創立（19巻）
魔法世界への旅立ちのため、明日菜は「"ネギ"のお父さんの大"魔"法使いナギさんを探すためのクラブ」、略してネギま部（仮）を結成した。明日菜の過去を知ったエヴァンジェリンは、明日菜に危険なテストを与えることで魔法世界への関わりをやめさせようとするが、明日菜は見事に耐え抜き改めてネギを守る決意を示した。明日菜もエヴァンジェリンの弟子となった。
なお、ネギま部はエヴァンジェリンにより白き翼の名が付けられた。これは、ネギの父、ナギのパーティー名「紅き翼」にならってのこと。
魔法世界へ（20巻）
ネギの幼馴染のアーニャが、ネギを連れ帰るために来日する。ネギとアーニャは立派な魔法使い（マギステル・マギ）となる目的を再確認する。
そして、魔法世界に着いたネギま部だが、5人の魔法を知らない生徒がついて来ていたことが発覚する。そこに、フェイトの襲撃を受けた。
魔法世界（21巻 - 23巻）
重傷を負うも明日菜の機転で一命を取り留めたネギだが、敵の魔法で魔法世界の方々へ散り散りにされてしまう。
フェイトは魔法世界と現実世界とを結ぶゲートを、ただ一つを残して破壊してしまった。ネギ達「白き翼」はそのすべての罪をなすりつけられ、お尋ね者となる。
さらに、何も知らずについてきた亜子・アキラ・夏美の3人が借金を抱えこまされ奴隷にされていることを知ったネギは大人に変身して拳闘士になり、拳闘大会の賞金で3人を解放することを目指す。
目標は、最後のゲートが残る廃都"オスティア"で開かれる大会での優勝であり、他の仲間もオスティアでの合流に向けて動き始めた。ネギは父の友人、ジャック・ラカンと出会い、彼の弟子となる。そして、ラカンのすすめにより、エヴァンジェリンが編み出した禁呪「闇の魔法」の試練に挑む。
仲間との合流（24巻 - 26巻）
ネギはオスティアに到着し仲間と再会する。そして、ネギはラカンから明日菜の出生の秘密を知る。
ネギの前にフェイトが現れ明日菜を引き渡せと脅迫され危うく屈しかけるが、明日菜に活を入れられ拒絶する。ネギはフェイトを撃退するが、スキを突かれて明日菜は連れ去られ、フェイトの従者が魔法で変装した偽者とすり替えられる。フェイトは明日菜の封印された記憶を解放する。
拳闘大会決勝（26巻 - 27巻）
拳闘大会決勝でネギは突如参戦してきたラカンと戦うことになり、予想外の事態に慌てふためくネギの前に父の仲間らが何人も現れ、稽古をつけてくれることになった。
決勝直前、ネギは所属している拳闘団の一員トサカから脅迫を受ける。ネギが魔法で「ナギ」に変装していることに気づいていた彼は「通報されたくなければ下僕になれ」と迫る。亜子の機転で難を逃れトサカは脅迫を撤回するが、亜子に「正体」を知られてしまう。
そして、迎えた決勝戦。ネギと小太郎は持てる力を繰り出してラカンをダウンさせるが、立ち上がったラカンに猛反撃され逆にダウンしてしまう。周りの励ましを思い出し、立ち上がったネギは再度全力で挑み、遂には両者ダウンによる引き分けに持ち込んだ。
ラカンが自分の分の賞金を渡してくれた為、亜子達の借金を払い奴隷から解放することが出来たものの、ラカンとの戦いで「闇の魔法」の侵食が進み、ネギを蝕み始めていた。
舞踏会（28巻 - 31巻）
ハルナ達が旧オスティアの探索から帰還し、フェイトのアジトからアーニャ達を救い出しゲートから現実世界へ帰る作戦を立てるネギ。世話になった人達に別れの挨拶をしようと街へ出たネギ達は偶然夕映と再会し、アクシデントに遭ったものの無事であることを確認した。
そこへオスティア総督のゲーデルが現れ、いきなりネギを挑発したかと思うと「私と組めば世界の半分を差し上げる」と仲間への誘いをかけてくる。なし崩し的に戦いになるが、詠春の弟子だったゲーデルの剣に不意を突かれるものの、かろうじて逃れる。
懐に入れられていた舞踏会の招待状を受け、ネギと仲間全員で総督府に向かう。ゲーデルは策を弄してネギを仲間に引き込もうとするが、ネギは「魔法世界の崩壊が迫っているという真実」を突きつけ拒否する。
そして、フェイト達は「造物主の掟」という切り札を持って総督府を襲撃。警護の兵士達ばかりかラカンを始めとするネギ達に関わりのあった人々も消滅させられてしまう。
魔法世界の「最後の秘密」（31巻）
ハルナとジョニーの飛空船で総督府を脱出したネギ達。のどかがデュナミスから得た情報で「グレートグランドマスターキー」を手に入れれば消された人々を復活させられると知り、フェイト達との戦いを決意する。
ネギは明日菜をダイオラマ球に誘い、そこでラカンから告げられた偽者であることを確かめる為に仮契約を行い、彼女がフェイト・ミニステルの一人の栞だと発覚する。
栞から本物の明日菜は「墓守り人の宮殿」にいると分かり、そしてそこに捕らわれている明日菜は過去を知ったショックで打ちひしがれていたが、立ち直る。
フェイトは明日菜に「完全なる世界」の目的「魔法世界を明日菜の力で封じ、人々は『楽園』である『完全なる世界』へ送り込む」と告げ、「魔法世界で本当の『人間』はメガロメセンブリア市民6700万人だけで、後は『幻想』であり魔法世界と共に消える運命にある」と「最後の秘密」を明かした。
「墓守り人の宮殿」へ（31巻 - 32巻）
闇の魔法の侵食が悪化し、命にかかわるレベルになっていたネギは侵食を抑える為の修業を始める。
その時、化け物のような姿のネギを見た運動部四人組は、ショックを受けつつもネギの力になろうと仮契約を決意する。
一途で必死なネギの姿勢に疑問を口にした裕奈に、高音は裕奈の両親も魔法先生であること、さらに裕奈の母はメガロメセンブリアのエージェントとして殉職したことを告げる。
同じ頃、麻帆良では「完全なる世界」の計画が実行されようとしていることを察知し、旧オスティアと麻帆良を繋いでいるゲートによって伝わる余波による惨事を防ごうと動き出す。
そして、アキラを除く三人がネギと仮契約し、ネギは修業に成功し、ある「答え」を得る。
「墓守り人の宮殿」へ向かおうとする前に月詠が襲撃を仕掛けるがネギが撃退し、彼女はフェイトの伝言「待っている」を告げ、無数の魔物を放っていく。
魔物の群れを突破し、遂に「墓守り人の宮殿」に辿り着いたネギ達の前に「ある人物」が現れた。
「最後の戦い 1部」（33巻 - 35巻）
「墓守り人の宮殿」にが現れた人物はザジ・レイニーデイの姉だった。困惑してる最中アーティファクトによる罠を個々にかけられてしまい、佐々木、千雨以外が「完全なる世界」に囚われる中、ザジからの手助けにより抜け出すネギ。しかし姉から残酷な現実を知らされるとネギは最悪の現実を「止める計画（プラン）」があると訴える。その言葉に怒りを表す面々。それぞれが墓守り人の宮殿を進んでいく。
しかしデュナミスとの戦いで相打ちの末に仮死状態になってしまうネギであった。残るネギを除くネギパーティーは「グレートグランドマスターキー」の入手と「アスナの奪回」を図る。その最中、ベアトリクス、明石裕奈、相坂さよが石化されてしまう。
多くの犠牲を出しながらも「グレートグランドマスターキー」を手に入れ脱出しようとするネギパーティー、しかし突如現れたのはフェイトと同じアーウェルンクスの3人だった。
次々にネギパーティーを無力化するアーウェルンクス達、そして復活するデュナミス。その寸前にネギは魔素から復活し水のアーウェルンクス（6）を倒すのだった。また「墓所の主」もネギ復活に呼応してネギ側につく
そしてアーウェルンクスを手をかけるフェイト。しかしフェイトは決して目的をあきらめたわけではなくネギの味方に付いたわけではなかった。
「最後の戦い 2部」(ネギvsフェイト)（35巻 - 36巻）
麻帆良学園では世界樹が発光しだし、魔法世界では魔力不足からの世界の崩壊が遂に始まってしまう。世界が崩壊していく中、ネギとフェイトの最終決戦が始まる。戦いの中　麻帆良学園が世界樹を通して魔法世界とつながってしまう。魔法世界からあふれ出す悪魔の群れに対抗する生徒たち。パル様号は世界を超えて麻帆良学園に不時着、帰還する。フェイトとの決着も付き和解する中、始まりの魔法使いが現れデュナミスをはじめとするアーウェルンクス達が復活してしまう。しかし現実世界とつながったお陰でエヴァンジェリンや旧、赤き翼も味方に付きアスナの復活より世界は一時的に元の姿を取り戻した。
「平和な日常への帰還と旅立ち」（37巻 - 38巻）
麻帆良学園と戻り平和な日常を送る3-A、そこに現れたのは多忙となったネギの代理教員として配属されたフェイトだった。不思議な感覚の中、日常生活をおくる面々、しかし平和な日常の代償をネギとアスナは背負うこととなった。ネギはバケモノとなり、アスナは魔法世界の礎となり100年間の眠りへと旅立つのであった。

## 主な登場人物
ネギ・スプリングフィールド
主人公。魔法学校をトップで卒業した天才少年。年上の生徒たちを相手に教師を務める。
神楽坂明日菜
ネギの生徒の一人。最初にネギの正体を知り、ネギとは姉弟のような関係を築く。魔法が効かない体質を持つ。その出自に秘密がある。
エヴァンジェリン・A・K・マクダウェル
ネギの生徒の一人。学園に封印された吸血鬼。ネギに興味を持ち弟子にする。
超鈴音
ネギの生徒の一人。天才少女。歴史を変えるために未来の火星からやってきた。
犬上小太郎
狗族（人狼）の忍者少年で。ネギの日本では初めての同年代の友人。
白き翼
ネギの父親探しに協力するために明日菜らが結成した集団。
「サウザンド・マスター」ナギ・スプリングフィールド
ネギの父親。10年前に行方不明となる。普通の女子中学生であるはずの明日菜とも縁がある。
紅き翼
ネギの父に率いられ、異世界「魔法世界」を救った英雄たち。ネギを手助けする。
フェイト・アーウェルンクス
かって魔法世界に大戦を引き起こし、紅き翼に壊滅された組織の生き残り。ネギの前に敵として現れる。

## 本作品における魔法
以下、本作品における魔法などの概要について述べる。作中に登場する個々の魔法・技については、原作単行本各巻の付録に詳細な解説があるので省略する。
魔法
作中には、灯りを点ける、手を触れずに物を動かすといった魔法から、戦いのための魔法まで多種の魔法や魔法の品物が登場する。古今東西の実存する魔術体系を背景として利用している。分かりやすい区分として、西洋魔術、東洋呪術などがあり、主人公のネギは西洋魔術を使う。
西洋魔術ではラテン語または古典ギリシャ語の呪文が唱えられる。ラテン語と古典ギリシャ語では、後者の方が上位の魔法であるとされる。呪文を唱える前に「始動キー」という、言葉としては意味を持たないパスワードのようなものを唱えるが、簡単な魔法では修練次第で省略できる。術者により始動キーは異なり、ネギは「ラス・テル・マ・スキル・マギステル」と唱える。
魔法ではないが、拳法家などは人間の体内に秘められた生命エネルギーである気を用いて、瞬動術（縮地）や分身の術などの超人的な技を使用できる。気は魔力とは異なり、厳しい修練によって自然と体得できるものであるため、魔法の世界に携わらない一般人であっても使える者がいる。
マギステル・マギ
立派な魔法使い・偉大な魔法使いのこと。彼らは世のため、人のために陰ながらその力を使う、魔法世界でも最も尊敬される仕事の一つ。ネギの父、サウザンド・マスターもマギステル・マギである。しかし、作中においてはMM元老院の認定を受けて名乗る一種の名誉称号になっており、本来の形からは遠ざかっている。
魔法使いとパートナー
魔法使いの世界に伝わる昔話にならって、魔法使いにはミニステル・マギと呼ばれるパートナーがいた方がよいとされている。元来、魔法使いは呪文詠唱中は全くの無防備であり、攻撃されれば呪文は完成しない。それを守護するパートナーが「ミニステル・マギ（魔法使いの従者）」である。今では戦うことはほとんど無いため恋愛対象とすることもある（と言うより恋人探しの口実とされている）。巷には有料で仮契約を執り行う業者も存在し、世俗化しすぎている為か上流階級ではかえって実態が知られていない（エミリィは仮契約カードが特別な物と認識していた）。魔法使いとの契約によってパートナーとなる。パートナーは魔法使いの魔力により身体能力を強化できる。
契約は原則一人としかできないが、お試し期間として何人とでもパクティオー（仮契約）することができる。契約方法はいろいろあるが、最も簡単なのが契約魔法陣上で魔法使いとキスすることである。契約を行うと契約者が描かれた「パクティオーカード（従者のカード）」が出現する。魔法使いの能力によっては、各パートナーごとに潜在能力をさらに引き出すことができる固有のアーティファクト（魔法のアイテム）が与えられる。
アーティファクトは魔法使い側のマスターカードから召喚するか、従者用のコピーカードより召喚できる。「アデアット（来たれ）」で召喚、「アベアット（去れ）」で返還する。
魔法世界
「魔法世界（ムンドゥス・マギクス）」とは「現実世界〔旧世界（ムンドゥス・ウェトゥス）〕」と対になって存在するもう一つの世界である。獣人や妖精などが存在し、魔法技術を基盤とした独自の文明が発達している。魔法の世界といっても夢とメルヘンにあふれているわけではなく、地球と同様の現実的な世界である。総人口は人間・亜人合わせておよそ12億人程度。
この世界に地球から移住してきた人間、新しき民は「メガロメセンブリア」（旧世界の魔法使いの間では「本国」と呼ばれている）を盟主とする「北の連合（メセンブリーナ連合）」を、先住の獣人ら古き民は「南の帝国（ヘラス帝国）」を形成し共存してきた。しかし、20年前に「完全なる世界」が対立を煽り両者は戦争状態になった。真相を暴き、世界を滅亡の危機から救ったのがサウザンド・マスターに率いられた「紅き翼」であった。
その正体は異次元の火星が超膨大な魔力によって人工の異界と化したもので、魔法世界に存在する全てのものが魔法で生み出された幻想で成り立っている（12億人の内「人間」はメガロメセンブリアの6700万人であり、それ以外の亜人は「幻想」である）。しかし、長い年月が経つにつれ、幻想を維持するための魔力が枯渇を始めており、近い将来に幻想が消える=魔法世界が消滅するとされている。その為「完全なる世界」は「黄昏の姫御子」である明日菜の「力」を使い魔法世界を消滅させ「人間」は「楽園」である「完全なる世界」へ送るという「救済」を実行しようとしたがネギ達が阻止し、ネギが代替案としてテラフォーミングによって依代である火星を地球と同じ緑溢れる星に変え、魔力の源である生命を育める環境にすることによって魔力の枯渇を防ぐ「Blue Mars計画」を提案、推進していくこととなる。

## 書誌情報

### 単行本
1 - 18巻までを第一部、19 - 36巻1までを第二部、37 - 38巻までを第三部とする。
- 赤松健 『魔法先生ネギま！』 講談社〈講談社コミックス〉、全38巻
  1. 2003年7月17日第1刷発行（7月16日発売[7]）、ISBN 4-06-363268-7
  2. 2003年8月12日第1刷発行（8月10日発売[8]）、ISBN 4-06-363276-8
  3. 2003年11月17日第1刷発行（11月15日発売[9]）、ISBN 4-06-363311-X
  4. 2004年1月16日第1刷発行（1月15日発売[10]）、ISBN 4-06-363330-6
  5. 2004年4月16日第1刷発行（4月15日発売[11]）、ISBN 4-06-363362-4
  6. 2004年6月17日第1刷発行（6月16日発売[12]）、ISBN 4-06-363392-6
  7. 2004年9月17日第1刷発行（9月16日発売[13]）、ISBN 4-06-363426-4
  8. 2004年11月17日第1刷発行（11月16日発売[14]）、ISBN 4-06-363451-5
  9. 2005年2月17日第1刷発行（2月16日発売[15]）、ISBN 4-06-363484-1
  10. 2005年5月17日第1刷発行（5月15日発売[16]）、ISBN 4-06-363529-5
  11. 2005年8月17日第1刷発行（8月13日発売[17]）、ISBN 4-06-363565-1
  12. 2005年10月17日第1刷発行（10月15日発売[18]）、ISBN 4-06-363587-2
  13. 2006年1月17日第1刷発行（1月15日発売[19]）、ISBN 4-06-363621-6
  14. 2006年4月17日第1刷発行（同日発売[20]）、ISBN 4-06-363656-9
    - 「限定版」、ISBN 4-06-358229-9

  15. 2006年8月17日第1刷発行（同日発売[21]）、ISBN 4-06-363692-5
    - 「限定版」、ISBN 4-06-358230-2

  16. 2006年10月17日第1刷発行（同日発売[22]）、ISBN 4-06-363732-8
    - 「限定版」同日発売[23]、ISBN 4-06-362064-6

  17. 2007年1月17日第1刷発行（同日発売[24]）、ISBN 978-4-06-363774-8
  18. 2007年4月17日第1刷発行（同日発売[25]）、ISBN 978-4-06-363801-1
  19. 2007年7月17日第1刷発行（同日発売[26]）、ISBN 978-4-06-363850-9
    - 「限定版」同日発売[27]、ISBN 978-4-06-362085-6

  20. 2007年10月17日第1刷発行（同日発売[28]）、ISBN 978-4-06-363898-1
  21. 2008年1月17日第1刷発行（同日発売[29]）、ISBN 978-4-06-363938-4
  22. 2008年4月17日第1刷発行（同日発売[30]）、ISBN 978-4-06-363971-1
    - 「限定版」同日発売[31]、ISBN 978-4-06-362102-0

  23. 2008年8月12日第1刷発行（同日発売[32]）、ISBN 978-4-06-384021-6
    - 「DVD付き初回限定版」2008年8月7日発売[33]、ISBN 978-4-06-937267-4

  24. 2008年11月17日第1刷発行（同日発売[34]）、ISBN 978-4-06-384061-2
    - 「DVD付き初回限定版」2008年11月13日発売[35]、ISBN 978-4-06-937268-1

  25. 2009年2月17日第1刷発行（同日発売[36]）、ISBN 978-4-06-384095-7
    - 「DVD付き初回限定版」2009年2月13日発売[37]、ISBN 978-4-06-937269-8

  26. 2009年5月15日第1刷発行（同日発売[38]）、ISBN 978-4-06-384135-0
    - 「限定版」同日発売[39]、ISBN 978-4-06-362138-9

  27. 2009年9月17日第1刷発行（同日発売[40]）、ISBN 978-4-06-384182-4
    - 「限定版」、ISBN 978-4-06-358294-9

  28. 2009年11月17日第1刷発行（同日発売[41]）、ISBN 978-4-06-384205-0
    - 「限定版」、ISBN 978-4-06-358295-6

  29. 2010年2月17日第1刷発行（同日発売[42]）、ISBN 978-4-06-384245-6
    - 「限定版」、ISBN 978-4-06-358309-0

  30. 2010年5月17日第1刷発行（同日発売[43]）、ISBN 978-4-06-384293-7
    - 「限定版」、ISBN 978-4-06-358296-3

  31. 2010年8月17日第1刷発行（同日発売[44]）、ISBN 978-4-06-384343-9
    - 「限定版」、ISBN 978-4-06-358297-0

  32. 2010年11月17日第1刷発行（同日発売[45]）、ISBN 978-4-06-384393-4
    - 「限定版」、ISBN 978-4-06-358321-2

  33. 2011年2月17日第1刷発行（同日発売[46]）、ISBN 978-4-06-384439-9
    - 「CD付き初回限定版」同日発売[47]、ISBN 978-4-06-358340-3

  34. 2011年5月17日第1刷発行（同日発売[48]）、ISBN 978-4-06-384487-0
    - 「限定版」、ISBN 978-4-06-358351-9

  35. 2011年8月17日第1刷発行（同日発売[49]）、ISBN 978-4-06-384532-7
    - 「DVD付き初回限定版」2011年8月14日発売[50]、ISBN 978-4-06-358352-6

  36. 2011年11月17日第1刷発行（同日発売[51]）、ISBN 978-4-06-384577-8
    - 「DVD付き初回限定版」同日発売[52]、ISBN 978-4-06-358353-3

  37. 2012年2月17日第1刷発行（同日発売[53]）、ISBN 978-4-06-384626-3
    - 「限定版」、ISBN 978-4-06-358362-5

  38. 2012年5月17日第1刷発行（同日発売[54]）、ISBN 978-4-06-384670-6

### 関連書籍
- 『TV ANIMATION 魔法先生ネギま！ OFFICIAL FAN BOOK』2005年2月17日発売[55]、ISBN 4-06-334968-3
- 『TV ANIMATION 魔法先生ネギま！ CLASSMATE FANBOOK!』2005年10月17日発売[56]、ISBN 4-06-372084-5
- 『TV ANIMATION 魔法先生ネギま！ CLASSMATE FANBOOK! 大麻帆良祭 THE LIVE!』2005年10月17日発売[57]、ISBN 4-06-372126-4
- 『魔法先生ネギま！ ULTIMATE GUIDEBOOK THE BIBLE 2003～2007』2009年12月17日発売[58]、ISBN 978-4-06-375608-1

## 派生作品・関連商品

### イメージキャラクターボイス
「週刊少年マガジン」2004年1月号にて、総勢32人の声優が登場人物の「イメージキャラクターボイス」として発表された。テレビドラマを除く以後のメディアミックス展開の中心となっている。
| 出席 番号 | 氏名                                 | 声優                                  |
| --------- | ------------------------------------ | ------------------------------------- |
| 担任      | ネギ・スプリングフィールド           | 佐藤利奈                              |
| 1         | 相坂さよ                             | 白鳥由里                              |
| 2         | 明石裕奈                             | 木村まどか                            |
| 3         | 朝倉和美                             | 笹川亜矢奈                            |
| 4         | 綾瀬夕映                             | 桑谷夏子                              |
| 5         | 和泉亜子                             | 山川琴美                              |
| 6         | 大河内アキラ                         | 浅倉杏美                              |
| 7         | 柿崎美砂                             | 伊藤静                                |
| 8         | 神楽坂明日菜                         | 神田朱未                              |
| 9         | 春日美空                             | 板東愛                                |
| 10        | 絡繰茶々丸                           | 渡辺明乃                              |
| 11        | 釘宮円                               | 出口茉美（初代） / 丸山有香（2代目）  |
| 12        | 古菲                                 | Hazuki（初代）/ 阿澄佳奈（2代目）     |
| 13        | 近衛木乃香                           | 野中藍                                |
| 14        | 早乙女ハルナ                         | 石毛佐和                              |
| 15        | 桜咲刹那                             | 小林ゆう                              |
| 16        | 佐々木まき絵                         | 堀江由衣                              |
| 17        | 椎名桜子                             | 大前茜（初代）/ 小見川千明（2代目）   |
| 18        | 龍宮真名                             | 佐久間未帆                            |
| 19        | 超鈴音                               | 大沢千秋（初代）/ 高本めぐみ（2代目） |
| 20        | 長瀬楓                               | 白石涼子                              |
| 21        | 那波千鶴                             | 小林美佐                              |
| 22        | 鳴滝風香                             | こやまきみこ                          |
| 23        | 鳴滝史伽                             | 狩野茉莉                              |
| 24        | 葉加瀬聡美                           | 門脇舞以                              |
| 25        | 長谷川千雨                           | 志村由美（初代）/ 御堂ダリア（2代目） |
| 26        | エヴァンジェリン・A・K・マクダウェル | 松岡由貴                              |
| 27        | 宮崎のどか                           | 能登麻美子                            |
| 28        | 村上夏美                             | 相沢舞                                |
| 29        | 雪広あやか                           | 皆川純子                              |
| 30        | 四葉五月                             | 井上直美                              |
| 31        | ザジ・レイニーデイ                   | いのくちゆか                          |

### アニメ

#### テレビアニメ・OVA
テレビアニメ2作はそれぞれオリジナルストーリー、白き翼以降のOVAシリーズは原作準拠のストーリーとなっている。
第1期テレビアニメ『魔法先生ネギま!』
2005年1月5日 - 6月29日、テレビ東京系にて放映。
第2期テレビアニメ『ネギま!?』
2006年10月 - 2007年3月、テレビ東京系にて放映。
OVA『ネギま!?春スペシャル!?』・『ネギま!?夏スペシャル!?』
第2期と同スタッフによるイベント先行上映のOVA作品。
第3期OVA『魔法先生ネギま! 〜白き翼 ALA ALBA〜』
コミック第23 - 25巻限定版に付属するOAD。完全予約生産制。
OAD第一話「ネギま部（仮）増殖中♥」付き初回限定版コミックス23巻（2008年8月12日発売）の最終部数は8万2581部であった。
第4期OVA『魔法先生ネギま! 〜もうひとつの世界〜』・外伝OVA『魔法先生ネギま! もうひとつの世界Extra 魔法少女ユエ♥』
コミックス第27、28、30、31、32巻限定版に同梱のオリジナルアニメーション第2弾。全4巻+外伝全1巻。
特番『UQTV ネギまHOLDER!』
『UQ HOLDER!』アニメ版の放映前に、TOKYO MXなどでこれまでの作品内容を振り返ると同時にコメンタリー付きで2017年9月25日に放送。
続編の『UQ HOLDER!』についてはその項目を参照。

#### 劇場アニメ
2011年8月27日にて『劇場版 魔法先生ネギま! ANIME FINAL』（げきじょうばん まほうせんせいネギま! アニメ ファイナル）を上映。同時上映は『劇場版 ハヤテのごとく! HEAVEN IS A PLACE ON EARTH』。これが6年に渡るアニメシリーズ最終作となる。魔法世界の危機解決後の活躍を、原作者の原案を元にしたアナザーエンディングとして描かれる。
キャッチコピーは「なぜだ!?の同時上映!!」「桜風に歌うよ、未来へ――」「麻帆良学園3-A一同、私達卒業します。」。
来場者特典として『魔法先生ネギま! 0巻』・『ハヤテのごとく! 99巻』のどちらか1冊が先着でプレゼントされた。
2011年7月17日から8月21日まで、『ネギま!?』再放送内CMで劇場公開記念の特別告知番組を放送。出演は佐藤利奈と小林ゆう。
一部未完成の状態で公開された事は、シャフトとスタジオパストラルの関係が途絶える原因となった。
2012年2月17日発売のコミックス第37巻限定版には劇場版本編を収録したDVDが同梱。赤松健監修バージョンとして、30分に及ぶ新規映像の追加の他、劇場公開版からの作画修正もされている。2013年2月6日発売のOAD Blu-ray BOXにて初Blu-ray化された。
スタッフ
- 原作・原案 - 赤松健
- 監督 - 新房昭之
- 副監督 - 石倉賢一
- 構成 - 新房昭之、東富耶子
- 脚本 - 赤尾でこ
- 絵コンテ - 渡辺歩、石倉賢一、小俣真一、中澤勇一、木村隆一、高橋丈夫、森義博、はばらのぶよし
- 演出 - 小野田雄亮、木村延景、ウシロシンジ、はばらのぶよし、中村里美、森義博
- キャラクターデザイン - 実原登
- 総作画監督 - 実原登、山内則康
- レイアウト作画監督 - 大森英敏
- 作画監督 - 吉田尚人、中山初絵、中澤勇一、片岡英之、小川エリ、いがりたかし、砂川正和、常盤健太郎、神谷智大、清水祐実、立田眞一、桜井正明、山本篤志、をがわいちろを、西谷泰史、滝山真哲、清水恵蔵、桝井一平
- サブデザイン - 吉田尚人、中山初絵、吉田真裕
- 美術監督 - 海津利子
- カラーデザイン - 日比野仁
- 撮影監督 - 江藤慎一郎
- 編集 - 関一彦
- 音響監督 - 鶴岡陽太
- 音楽 - 羽岡佳
- 録音 - 蝦名恭範
- プロデューサー - 立石謙介、大野昇、林玄規
- アニメーションプロデューサー - 菅野雄二、久保田光俊
- アニメーション制作 - スタジオパストラル、シャフト
- 製作 - 新ネギま部

オープニングテーマ「a precious pride」
歌 - 白石涼子 / 作詞 - 河合英嗣 / 作曲 - YUPA / 編曲 - 中西亮輔
エンディングテーマ「Happy Sunshine」
歌 - ネギ・スプリングフィールド / 作詞 - うらん / 作曲 - 大川茂伸 / 編曲 - 大久保薫
オープニングとエンディングは劇場公開版では未使用となっている
挿入歌「桜風に約束を -旅立ちの歌-」
歌 - ネギ・スプリングフィールド&麻帆良学園中等部3-A / 作詞 - うらん / 作曲・編曲 - 大川茂伸

### CD
各アニメから、主題歌CDやキャラクターソング、サウンドトラック、ドラマCDが発売された。

### ゲーム
PlayStation 2、ゲームボーイアドバンス、ニンテンドーDS、Wii、携帯電話コンテンツやソーシャルゲームが発売された。

### テレビドラマ
2007年10月から2008年3月まで放送。

### 舞台
2018年7月、『魔法先生ネギま!〜お子ちゃま先生は修行中!〜』のタイトルで初めての舞台化。
上演日程
AiiA 2.5 Theater Tokyo（2018年7月12日 - 16日）
キャスト
ネギ・スプリングフィールド - 生駒里奈
神楽坂明日菜 - 松岡里英
近衛木乃香 - 愛わなび
宮崎のどか - 歌田初夏（AKB48）
エヴァンジェリン・A・K・マクダウェル - 北川愛乃（SKE48）
絡繰茶々丸 - 西潟茉莉奈（NGT48）
雪広あやか - 神志那結衣（HKT48）
明石裕奈 - 高槻みゆう（YOANI1年C組）
朝倉和美 - 門田奈菜
綾瀬夕映 - 榊美優（STU48）
和泉亜子 - 川上明莉
大河内アキラ - 小野沢蛍
柿崎美砂 - 森憩斗
釘宮円 - 奥村優希
古菲 - 谷川愛梨（NMB48）
早乙女ハルナ - 竹内夢
佐々木まき絵 - 仲美海（劇団4ドル50セント）
椎名桜子 - 豊島美優
長瀬楓 - 木原実優
長谷川千雨 - 大胡愛恵
アルベール・カモミール - 斎藤亜美
スタッフ
脚本・演出 - 畑雅文

### スピンオフ漫画
『ネギま!?neo』
『コミックボンボン』および『マガジンSPECIAL』に掲載。作画は藤真拓哉。
『ネギほ(幼)文』
『別冊少年マガジン』で連載。作画はYUI。

### パチンコ
『CR魔法先生ネギま!』
2017年9月より稼働。メーカーはSansei R&D。

### その他
- パソコンソフト
  - 本項については「魔法先生ネギま!の関連商品#その他」を参照。
- 特集雑誌
  - 本項については「魔法先生ネギま!の関連商品#その他」を参照。
- インターネットラジオ
  - 「カンださん☆アイぽんの ネギまほラジお」（animate.tv）
  - 「麻帆良学園中等部2-A・ヒミツの放課後」（スターチャイルド）
- 自費出版物（同人誌）
  - 「『魔法先生ネギま!』ネーム&注釈集」（LEVEL-X・赤松健 2003年8月16日発行）
  - 「ネギまの壁」（LEVEL-X・赤松健 2003年12月29日発行）
  - 「ネギまの働く城」（LEVEL-X・赤松健 2004年8月15日発行）
  - 「崖の上のネギま?」（赤松健 2009年9月17日発行）
- iPod
  - 本項については「魔法先生ネギま!の関連商品#ネギま!?iPod「ネギPon!?」」を参照。